# The Grand Tour
The Grand Tour är en brittisk TV-serie för Amazon Prime Video presenterad av Jeremy Clarkson, Richard Hammond och James May, producerad av Andy Wilman. 
De fyra gick med på att producera serien efter att ha slutat arbeta med BBC-serien Top Gear. Avsnitten släpps veckovis till Amazon Prime Video-konton registrerade i Storbritannien, USA, Tyskland, Österrike och Japan sedan 18 november 2016 och sedan december 2016 till ytterligare 195 länder.
Den 11 juli 2017 släpptes en förhandstitt på säsong 2 med en Mercedes AMG GT R, Ripsaw EV-2, McLaren 720S, Bugatti Chiron, Audi TTRS, Rimac Concept One, ett Grumman American AA-5-flygplan och ett pansarskyttefordon. Säsong 2 släpptes 8 december 2017 med titeln "The past, The present and The future" (dåtid, nutid, framtid) för första avsnittet. Där presenteras vissa av de förändringar som har gjorts till säsong 2. I säsong ett fanns "Celebrity Brain Crash" där samtliga kändisar "dog" innan de nådde studion, i säsong 2 tävlar istället kändisar från samma område mot varandra. I avsnitt 1 är det "Före detta domare i TV-talangshower" med Ricky Wilson och David Hasselhoff. Huvudfilmen är Clarkson som kör en Lamborghini Aventador S (the past - bensindriven), May kör en Honda NSX (the present - hybrid) och Hammond kör en Rimac Concept One (framtiden - elbil) i Schweiz. I slutet av filmen visas Richard Hammonds krasch i en Rimac Concept One i Schweiz där bilen fattar eld men Richard Hammond klarar sig med mindre skador.